# 雍雅山房

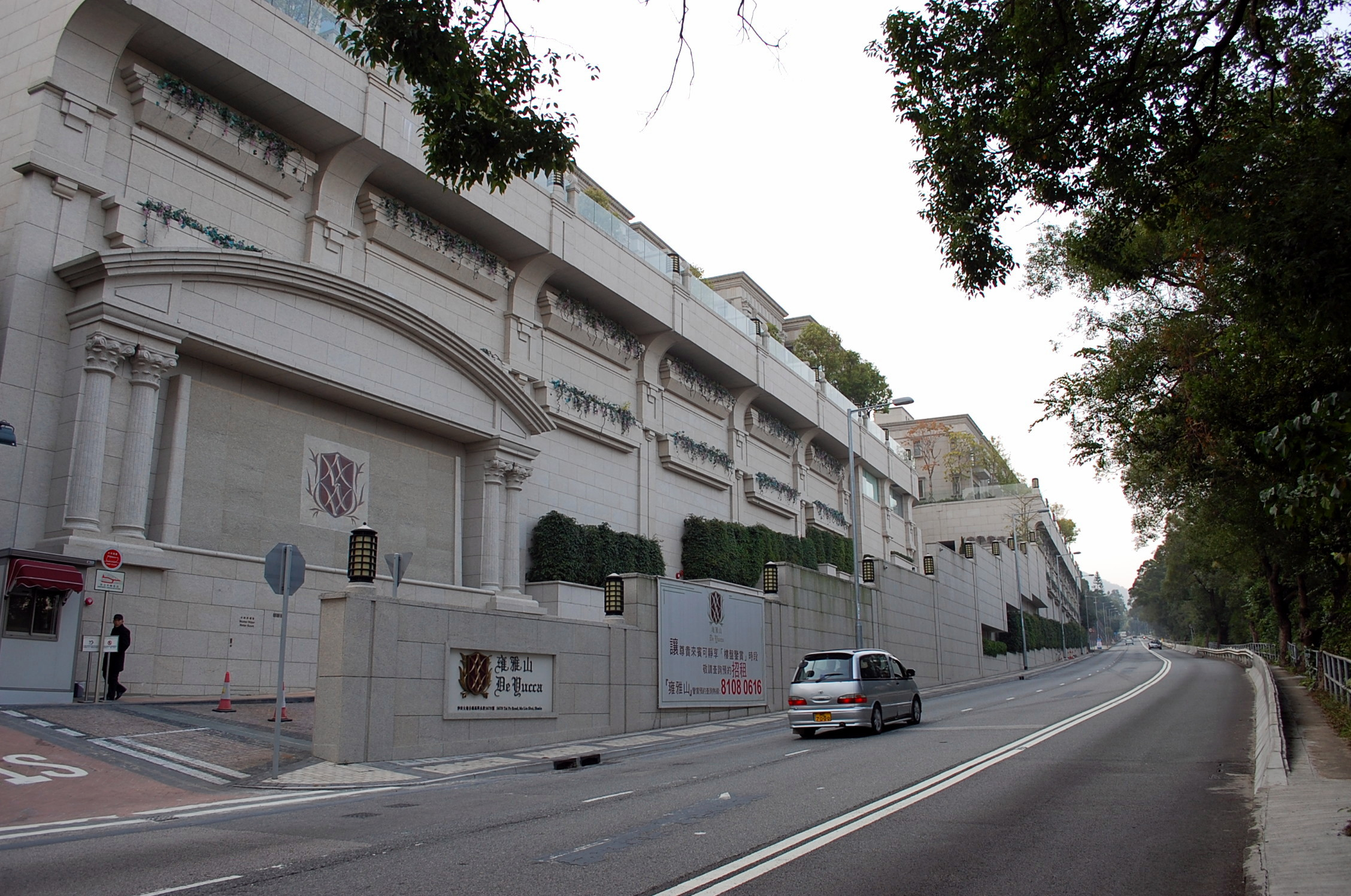
雍雅山房原址現已成為豪宅屋苑雍雅山。

雍雅山房是香港昔日一座特色茶座建築，位於新界沙田區馬料水，香港中文大學以南，大埔公路經過其側。雍雅山房於1964年2月13日（農曆大年初一）（星期四）正式開張，2005年9月20日（星期二）結束營業，原址被發展成21座獨立別墅，名為雍雅山 De Yucca，已於2011年落成，2012年第四季作公開發售。雍雅山房於2022年7月底於山頂廣場重開，並以一般的餐廳模式營運。

## 歷史
雍雅山房本來是廣東省國民黨將領陳濟棠的兒子、香港富商陳樹中的私人度假別墅。該別墅佔地79,654平方呎，其建築及園林設計，糅合了中國及日本的建築特色。後來將該處轉售梁姓業主。1963年，梁姓業主過世後，其遺孀以930萬港元再售予彭氏家族的彭鑒沅先生。彭氏家族於1963年5月15日接手，之前業主已著手將此別墅轉型為高級餐廳經營，彭氏家族延續此計劃，建築物的內堂改為餐廳，花園改為戶外茶座，並擴建停車場。雍雅山房在1964年的農曆大年初一正式開幕。
雍雅山房的法文名稱，解作湖邊的蘭花，而中文名稱的「雍雅」，是「Yucca」的近音。餐廳以售賣中國菜為主，招牌菜包括紅燒乳鴿、煎釀山水豆腐及乾炒牛河等。
雍雅山房開業後，成為當時粵語電影的取景勝地，當中以秦劍執導的電影《難兄難弟》最為人熟悉。
雍雅山房的全盛時期是1970年至1990年，因為當時香港經濟好景，很多人不介意高消費。然而1997年亞洲金融風暴後，雍雅山房的生意無可避免受到影響，彭氏家族亦於此時開始計劃把雍雅山房變作住宅，但改變土地用途手續繁複，擾攘了8年。2005年9月，雍雅山房招標易手，最後由投資者羅家寶以3.8億港元投得，計劃改建成20至23幢洋房。
雍雅山房於2005年9月20日最後一天營業，當晚由中原地產包場，並邀請200名嘉賓度過其最後一夜，包括昔日粵語電影紅星胡楓、唱片騎師陳任、藝人Maria Cordero及香港立法會議員梁耀忠等。

## 外部連結
- 1964年的雍雅山房園林茶座的影像 （页面存档备份，存于）
- 雍雅山[]